# Phyllonorycter brunnea
Phyllonorycter brunnea is een vlinder uit de familie mineermotten (Gracillariidae). De wetenschappelijke naam is voor het eerst geldig gepubliceerd in 1975 door Deschka.
De soort komt voor in Europa.